# Hollywood (casa discografica)
La Hollywood è stata una casa discografica italiana attiva tra gli anni cinquanta e gli anni sessanta.

## Storia della Hollywood
L'etichetta venne fondata alla fine degli anni cinquanta; la sede era a Milano.
Per la distribuzione si appoggiava alla Meazzi.
L'etichetta pubblicò sia dischi di jazz che di musica leggera.
Tra gli artisti pubblicati ricordiamo Jimmy Fontana, Paula, Monna Lisa e Ambra Massimo

## I dischi pubblicati
Per la datazione ci si basa sull'etichetta del disco, o sul vinile o, infine, sulla copertina; qualora nessuno di questi elementi avesse una datazione, ci si basa sulla numerazione del catalogo, se esistenti, vengono riportati oltre all'anno il mese e il giorno (quest'ultimo dato si trova, a volte, stampato sul vinile).

### 33 giri
| Numero di catalogo | Anno       | Interprete          | Titoli              |
| ------------------ | ---------- | ------------------- | ------------------- |
| HLP 4000           | Marzo 1960 | Gil Cuppini Quintet | Gil Cuppini Quintet |

### EP
| Numero di catalogo | Anno | Interprete                                                     | Titoli                                                                                          |
| ------------------ | ---- | -------------------------------------------------------------- | ----------------------------------------------------------------------------------------------- |
| HE 3000            | 1960 | Cesar May with the Danyl's Boys                                | At the Moulin Rouge in Geneva: Solitude/Twelve o'clock tonight/I surrender dear/Make love to me |
| HE 3001            | 1960 | Jimmy Fontana con Achille Scotti e il suo Tentette             | Paradis/Come un ladro d'amor/Sei tu/Quando ti vidi partir                                       |
| HE 3002            | 1960 | Jimmy Fontana e altri                                          | Poker di jazz                                                                                   |
| HE 3007            | 1960 | Paula                                                          | Lasciate star la luna/Dai amore/Sei giorni d'amore/Che cotta                                    |
| HE 3008            | 1960 | I Capitani                                                     | I Capitani                                                                                      |
| HE 3009            | 1960 | Jimmy Fontana                                                  | Bevo/Semplici parole (Words)/Il tempo s'è fermato/Bacco tabacco e Venere                        |
| HE 3010            | 1960 | Franco Artioli, Romana Righetti, Elen Sedlak e Elvio Calderoni | Ritorno all'operetta                                                                            |
| HE 3011            | 1960 | Franco Artioli, Romana Righetti, Elen Sedlak e Elvio Calderoni | Ritorno all'operetta - vol.2                                                                    |
| HE 3014            | 1960 | Jimmy Fontana (sul lato A)/Victor Somma (sul lato B)           | Buon Natale a tutto il mondo/Il nostro Natale/Tanti auguri a te/Lieto giorno                    |
| HE 3017            | 1961 | Jimmy Fontana                                                  | Lady Luna/Io amo tu ami/Mare di dicembre/A.A.A.Adorabile cercasi                                |

### 45 giri
| Numero di catalogo | Anno | Interprete                                        | Titoli                                                            |
| ------------------ | ---- | ------------------------------------------------- | ----------------------------------------------------------------- |
| H 1000             | 1959 | Monna Lisa                                        | 'S Wonderful/If Had To Be With You                                |
| H 1001             | 1959 | Monna Lisa                                        | What's new?/Cry me a river                                        |
| H 1002             | 1959 | Jimmy Fontana                                     | If You But Knew/Still Of The Night                                |
| H 1003             | 1959 | Ambra Massimo                                     | Mon pot' le gitan/Reve d'amour                                    |
| H 1004             | 1959 | Cesar May with The Danil's Boys                   | T'ho vista piangere/Non dimenticar (le mie parole)                |
| H 1005             | 1959 | Cesar May with The Danil's Boys                   | Solitude/Twelve o' clock tonight                                  |
| H 1006             | 1959 | The Timberlanes with Hugo Montenegro orchestra    | The bamboo tree/Wedding bells (but not for me))                   |
| H 1007             | 1959 | The Timberlanes with Hugo Montenegro orchestra    | You better get with it/No more love)                              |
| H 1008             | 1959 | Jimmy Fontana                                     | Sei tu/Paradis                                                    |
| H 1009             | 1959 | Jimmy Fontana                                     | Quando ti vidi partir/Come un ladro d'amor                        |
| H 1010             | 1959 | Gil Cuppini Quintet                               | L'uomo dal braccio d'oro/Small Hotel                              |
| H 1011             | 1959 | Gil Cuppini Quintet                               | Topsy/Hula Hoop Song                                              |
| H 1012             | 1959 | Gil Cuppini e il suo complesso                    | La luna è un'altra luna/Per tutta la vita                         |
| H 1013             | 1959 | Jimmy Fontana                                     | La mia donna si chiama desiderio/Sugar Moon                       |
| H 1014             | 1960 | Paula                                             | E' vero/A come amore                                              |
| H 1015             | 1960 | Jimmy Fontana                                     | Romantica/Noi                                                     |
| H 1016             | 1960 | Jimmy Fontana                                     | Libero/Perdoniamoci                                               |
| H 1017             | 1960 | Gil Cuppini e il suo complesso                    | Topsie/I'll Remember April                                        |
| H 1018             | 1960 | Jimmy Fontana                                     | Il mio angelo custode/Georgia                                     |
| H 1019             | 1960 | I Capitani                                        | Mille domani/Lanterna blu                                         |
| H 1020             | 1960 | Jimmy Fontana                                     | Sei tu/Arrivederci                                                |
| H 1021             | 1960 | Paula                                             | Quando vien la sera/Colpevole                                     |
| H 1022             | 1960 | Maria Doris                                       | Buon Natale all'italiana/La strada più lunga                      |
| H 1023             | 1960 | Paula                                             | Dai amore/Che cotta                                               |
| H 1024             | 1960 | I Capitani                                        | Ciao baby ciao/Personalità                                        |
| H 1025             | 1960 | I Capitani                                        | Lettera a Pinocchio/Mille domani                                  |
| H 1026             | 1960 | Paula                                             | A come amore/Lasciate stare la luna                               |
| H 1027             | 1960 | Victor Somma                                      | Follie/Clown                                                      |
| H 1028             | 1960 | Victor Somma                                      | La stella di Natale/Lieto giorno                                  |
| H 1029             | 1960 | Jimmy Fontana                                     | Bevo/Impazzire d'amore                                            |
| H 1030             | 1960 | Jimmy Fontana                                     | Il tempo s'è fermato/Non dirlo a nessuno                          |
| H 1031             | 1960 | I Capitani                                        | Oh, oh Rosi/Quando si dice di sì                                  |
| H 1034             | 1960 | Victor Somma                                      | Scandalo al sole/Senza di te                                      |
| H 1037             | 1960 | I Capitani                                        | Mustafà/Tierra Lejana                                             |
| H 1038             | 1960 | Victor Somma                                      | Buon anno, buona fortuna/Soffia sulle candeline                   |
| H 1039             | 1960 | Paula                                             | Folletto capriccioso/Dentro di me                                 |
| H 1040             | 1960 | I Capitani                                        | Mezza mela/Os-dos-tres                                            |
| H 1041             | 1960 | Maria Doris                                       | Tu resterai/I nottambuli                                          |
| H 1042             | 1960 | Mirella Bini                                      | Ossigeno/Non portare tuo cugino                                   |
| H 1043             | 1960 | Jimmy Fontana                                     | Diavolo/Semplici parole                                           |
| H 1044             | 1960 | Jimmy Fontana                                     | Bacco, tabacco e Venere/Bevo                                      |
| H 1045             | 1960 | Jimmy Fontana                                     | Estate/Baby non bere                                              |
| H 1046             | 1960 | Jimmy Fontana                                     | Il nostro concerto/Non domandare alle stelle                      |
| H 1047             | 1960 | Maria Doris                                       | Sera d'estate/Dimmi                                               |
| H 1048             | 1960 | Maria Doris                                       | La sfida/Carezze perdute al vento                                 |
| H 1050             | 1960 | Jimmy Fontana                                     | Buon Natale a tutto il mondo/Jingle Bells                         |
| H 1051             | 1960 | Victor Somma                                      | Buon Natale all'italiana/Bianco Natale                            |
| H 1052             | 1960 | Jimmy Fontana                                     | Buon Natale a tutto il mondo/Il nostro Natale                     |
| H 1053             | 1960 | Victor Somma                                      | Tanti auguri a te/Lieto giorno                                    |
| H 1054             | 1960 | I Capitani (sul lato A)/Victor Somma (sul lato B) | Lettera a Pinocchio/Ninna nanna piccoletta (Piccolo spazzacamino) |
| H 1055             | 1960 | Victor Somma                                      | Cento di questi giorni/Tanti auguri a te                          |
| H 1056             | 1960 | Jimmy Fontana                                     | Diavolo/Non domandare (alle stelle)                               |
| H 1058             | 1960 | Victor Somma                                      | Senza di te/Ruberò il respiro dei fiori                           |
| H 1059             | 1960 | Jimmy Fontana                                     | Calmo/Chi di noi due                                              |
| H 1060             | 1961 | Jimmy Fontana                                     | Mi butto/Sei come il mare                                         |
| H 1061             | 1961 | Romana Righetti                                   | Il cielo in una stanza/Non domandare                              |
| H 1062             | 1961 | I Capitani                                        | AEIOU cha cha cha/Girotondo dei nonni                             |
| H 1063             | 1961 | Guido De Sabre                                    | Bianche nuvole/Se ti cerco vicina                                 |
| H 1064             | 1961 | Guido De Sabre                                    | Un canto di Natale/Quando ti guardo                               |
| H 1065             | 1961 | I Danil con Cesare Maina                          | Piscatore 'e Pusilleco/E' bersagliere                             |
| H 1066             | 1961 | I Danil con Cesar Maina                           | Vieni al sodo/Il pullover                                         |
| H 1067             | 1961 | Paula                                             | 24 Mila baci/Non mi dire chi sei                                  |
| H 1068             | 1961 | Jimmy Fontana                                     | Lady Luna/A.A.A. adorabile cercasi                                |
| H 1069             | 1961 | Jimmy Fontana                                     | Mese di dicembre/Io amo, tu ami                                   |
| H 1070             | 1961 | I Capitani                                        | Carolina dai/Le mille bolle blu                                   |
| H 1072             | 1961 | I Capitani                                        | Che brivido ragazzi!/Le mille bolle blu                           |
| H 1073             | 1961 | Monna Lisa                                        | Testa rossa/Non dimenticarmi troppo presto                        |
| H 1074             | 1961 | Paula                                             | Sogni colorati/Ti tingo                                           |
| H 1075             | 1961 | Jimmy Fontana                                     | Non sei mai stata così bella/Via da te, via da me                 |
| H 1076             | 1961 | Jimmy Fontana                                     | Le case/Nostalgia                                                 |
| H 1077             | 1961 | I Capitani                                        | Valentino/Era scritto nel cielo                                   |
| H 1078             | 1961 | I Capitani                                        | Ay mi amor/Quando si dice sì                                      |
| H 1079             | 1961 | Romana Righetti con l'orchestra di Jan Langosz    | Oltre l'amor/Non domandare (alle stelle)                          |
| H 1080             | 1961 | Jimmy Fontana                                     | Il cavaliere della valle solitaria/Solo                           |